# Cratere Wajir
Wajir  è un cratere sulla superficie di Marte.